# Función continuamente diferenciable

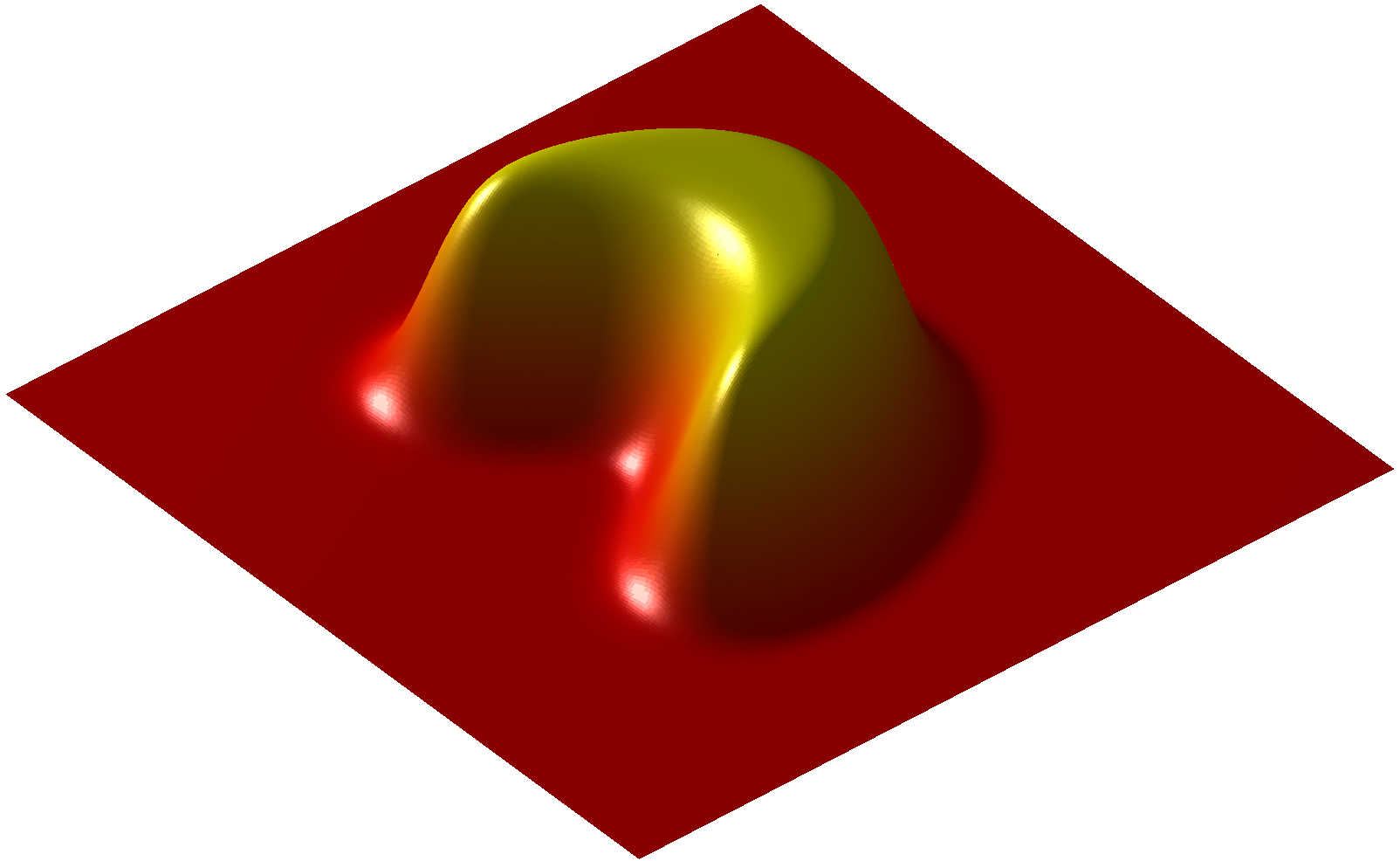
Gráfico de una función bulto continuamente diferenciable

En análisis matemático, una clase diferenciable es una clasificación de una función de acuerdo a las propiedades de sus derivadas. Clases diferenciales de orden superior corresponden a la existencia de más derivadas. Funciones que tienen derivadas de todos los órdenes son llamadas infinitamente diferenciables, es decir que tiene derivadas parciales de cualquier orden.
- Una función es de clase {\displaystyle C^{1}} si sus derivadas parciales son continuas. Estas funciones se denominan continuamente diferenciables.
- Una función es de clase {\displaystyle C^{n}} con {\displaystyle n\geq 1}, si existen todas sus derivadas parciales de orden {\displaystyle n} y son continuas. Estas funciones se denominan {\displaystyle n} veces continuamente diferenciables .
- Una función es denominada infinitamente diferenciable si es de clase {\displaystyle C^{n}} para toda {\displaystyle n}, o lo que es lo mismo, es de clase {\displaystyle C^{\infty }}.

Por ejemplo, las funciones exponenciales son evidentemente funciones infinitamente diferenciables porque sus derivadas son siempre derivables. 

## Clase diferenciable
Considere un conjunto abierto en la recta real y una función {\displaystyle f} definida en ese conjunto con valores reales. Sea {\displaystyle k} un entero no negativo. La función es de clase {\displaystyle C^{k}} si sus derivadas {\displaystyle f',f'',\dots ,f^{(k)}} existen y son continuas (la continuidad es automática para todas, excepto para la última, {\displaystyle f^{(k)}}). La función {\displaystyle f} se dice que es de clase {\displaystyle C^{0}} si es continua. La función {\displaystyle f} se dice que es de clase {\displaystyle C^{\infty }}, o función suave, si existen todas las derivadas de todos los órdenes. Por último, {\displaystyle f} es de clase {\displaystyle C^{\omega }}, o  analítica , si {\displaystyle f} es continuamente diferenciable y es igual a la serie de Taylor expandida alrededor de un punto en su dominio.

## Construcción de funciones según especificaciones
Usualmente, es útil construir funciones continuamente diferenciables que toman el valor cero fuera de un intervalo dado, pero no dentro de él. Esto es posible; por otra parte, es imposible que una serie de potencias pueda tener esa propiedad. Esto prueba que existe un gran salto entre funciones continuamente diferenciables y funciones analíticas; y que en general las funciones continuamente diferenciables no son necesariamente iguales a sus series de Taylor.
Para dar una construcción explícita de dichas funciones, podemos comenzar con la siguiente función 
{\displaystyle f(x)=\left\{{\begin{matrix}e^{-1/x^{2}}&{\mbox{ si }}x\neq 0\\0&{\mbox{ si }}x=0\end{matrix}}\right.}
No sólo se tiene que
{\displaystyle \lim _{x\to 0}f(x)=0}
sino que también se tiene
{\displaystyle \lim _{x\to 0}P(1/x)f(x)=0}
para cualquier polinomio {\displaystyle P}; ya que el crecimiento exponencial con exponente negativo domina. Se sigue que todas las derivadas de f(x) en cero, son iguales a cero:
{\displaystyle f^{(n)}(0)=0{\mbox{ para cualquier }}n\,}
lo cual significa que fijando f(x) = 0 para x ≤ 0 genera una función continuamente diferenciable. Combinaciones tales como f(x)f(1-x) pueden ser hechas con cualquier intervalo requerido como soporte; en este caso el intervalo [0,1]. Este tipo de funciones tienen un comportamiento extremadamente lento cerca de 0.

## Espacio topológico de las funcionesCk{\displaystyle C^{k}}yC∞{\displaystyle C^{\infty }}
En un dominio acotado D en un espacio euclídeo, el conjunto de funciones {\displaystyle C^{k}} conforman un espacio de Banach con la norma

{\displaystyle \|f\|_{k}=\sup |f|+\sup |f'|+\cdots +\sup |f^{(k)}|}

sin embargo, el conjunto de las funciones continuamente diferenciables {\displaystyle C^{\infty }} es únicamente un espacio de Fréchet.

## Relación con la teoría analítica de funciones
Pensando en términos de análisis complejo, una función como puede ser
{\displaystyle g(z)=\exp \left(-{\frac {1}{z^{2}}}\right)}
es continuamente diferenciable para valores reales de z , pero tiene una singularidad en z = 0. Esto es, el comportamiento cerca de z = 0 es malo; pero sucede que uno no puede verlo generalmente, ya que se suele trabajar con números reales.

## Particiones de la unidad en funciones continuamente diferenciables
Las funciones continuamente diferenciables con un soporte cerrado dado, son usadas en la construcción de particiones de la unidad diferenciables (ver partición de la unidad); éstas son esenciales en el estudio de variedades diferenciables, por ejemplo, muestran que la variedad de Riemann puede ser definida globalmente empezando por la existencia local de ésta. Un caso simple es el de una función bulto en la recta real, esto es, una función continuamente diferenciable f que toma el valor 0 fuera del intervalo [a,b] y que cumple que:
{\displaystyle f(x)>0{\mbox{ para }}a<x<b.}
Dado un número de intervalos solapados en la recta real, las funciones bulto pueden ser construidas en cada uno de ellos, y en los semi-intervalos (-∞, c] y [d,+∞) para cubrir la recta entera, tal que la suma de las funciones sea siempre 1.
Como acaba de decirse, particiones de la unidad no son aplicables a funciones holomorfas; su comportamiento diferente y la continuación analítica es una de las raíces de la teoría de haces. En cambio, los haces de funciones continuamente diferenciables tienden a no dar mucha información topológica.